# Johann Heinrich Blasius

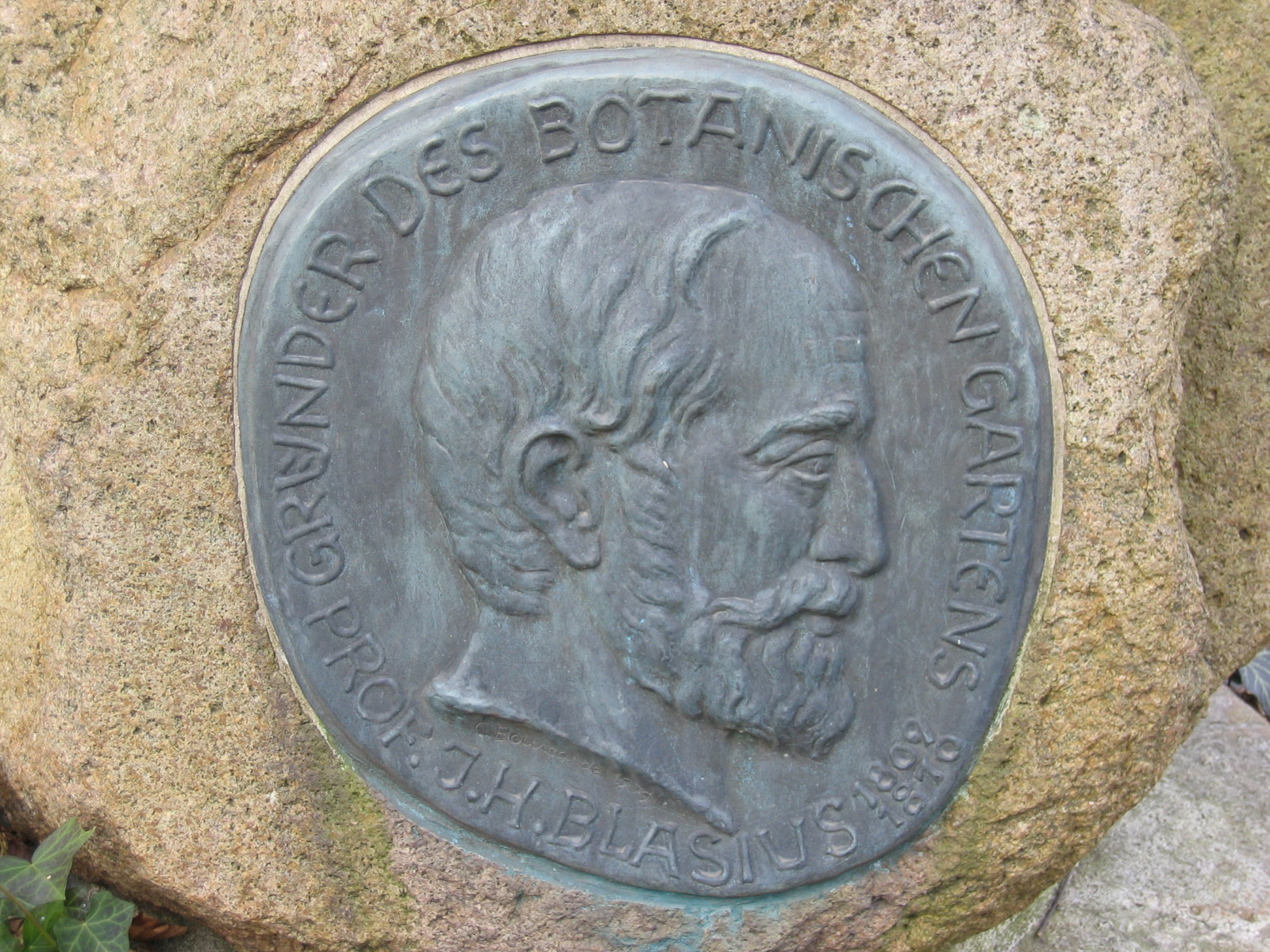
Johann Heinrich Blasius, relief från botaniska trädgården i Braunschweig.

Johann Heinrich Blasius, född 7 oktober 1809 i Nümbrecht-Eckenbach, död 26 maj 1870 i Braunschweig, var en tysk zoolog, far till ornitologerna Rudolf och Wilhelm Blasius.
Blasius blev 1836 professor i naturalhistoria vid Carolinum i Braunschweig och direktör för de naturvetenskapliga samlingarna och den botaniska trädgården där. Han författade Fauna der Wirbelthiere Deutschlands (I, "Säugethiere", 1857) och Die Wirbelthiere Europas (I, 1840, fortsättning uteblev, med Alexander Keyserling).